# Brabantse Pijl 2024
De Belgische wielerwedstrijd de Brabantse Pijl werd in 2024 verreden op 10 april. Er vond zowel een editie bij de mannen als bij de vrouwen plaats.

## Mannen
Bij de mannen vond de 64e editie plaats van deze wedstrijd. Titelverdediger was de Fransman Dorian Godon, hij eindigde deze editie als 23e. Opvolger van Godon werd zijn landgenoot Benoît Cosnefroy die in een sprint met vijf andere renners onder andere de Belgen Dylan Teuns (2e) en Tim Wellens (3e) versloeg. Marijn van den Berg eindigde als beste Nederlander (7e) met tien seconden verschil op de winnaar Cosnefroy.
De start van deze wedstrijd was in Leuven en de finish lag in Overijse.
De wedstrijd was onderdeel van de UCI ProSeries 2024.

### Uitslag
| Plaats  | Naam                | Ploeg                           | tijd     |
| ------- | ------------------- | ------------------------------- | -------- |
| Winnaar | Benoît Cosnefroy    | Decathlon AG2R La Mondiale Team | 4u17'02" |
| 2       | Dylan Teuns         | Israel-Premier Tech             | z.t.     |
| 3       | Tim Wellens         | UAE Team Emirates               | z.t.     |
| 4       | Joseph Blackmore    | Israel-Premier Tech             | z.t.     |
| 5       | Jefferson Cepeda    | Caja Rural-Seguros RGA          | z.t.     |
| 6       | Quinten Hermans     | Alpecin-Deceuninck              | z.t.     |
| 7       | Marijn van den Berg | EF Education-EasyPost           | + 10"    |
| 8       | Michael Matthews    | Team Jayco AlUla                | + 28"    |
| 9       | Vito Braet          | Intermarché-Wanty               | z.t.     |
| 10      | Corbin Strong       | Israel-Premier Tech             | z.t.     |

## Vrouwen
Bij de vrouwen werd de zevende editie georganiseerd van deze wedstrijd. Titelverdedigster was de Italiaanse Silvia Persico. Ook zij werd opgevolgd door een landgenote, Elisa Longo Borghini zegevierde in deze editie. Borghini won na een solo van bijna acht kilometer, de Nederlandse Demi Vollering kwam 41 seconden na haar over de finish.
Start van deze wedstrijd was in Sint-Kwintens-Lennik en de finish lag in Overijse. De wedstrijd was in totaal bijna 135 kilometer lang.
De wedstrijd was onderdeel van de UCI Women's ProSeries 2024.

### Uitslag
| Plaats  | Naam                  | Ploeg                     | tijd     |
| ------- | --------------------- | ------------------------- | -------- |
| Winnaar | Elisa Longo Borghini  | Lidl-Trek                 | 3u26'18" |
| 2       | Demi Vollering        | Team SD Worx-Protime      | + 41"    |
| 3       | Alexandra Manly       | Liv AlUla Jayco           | + 1'06"  |
| 4       | Femke Gerritse        | Team SD Worx-Protime      | z.t.     |
| 5       | Shirin van Anrooij    | Lidl-Trek                 | z.t.     |
| 6       | Amber Kraak           | FDJ-Suez                  | z.t.     |
| 7       | Eleonora Ciabocco     | Team dsm-firmenich PostNL | z.t.     |
| 8       | Justine Ghekiere      | AG Insurance-Soudal       | z.t.     |
| 9       | Yara Kastelijn        | Fenix-Deceuninck          | z.t.     |
| 10      | Margot Vanpachtenbeke | VolkerWessels             | z.t.     |

1961 · 1962 · 1963 · 1964 · 1965 · 1966 · 1967 · 1968 · 1969 · 1970 · 1971 · 1972 · 1973 · 1974 · 1975 · 1976 · 1977 · 1978 · 1979 · 1980 · 1981 · 1982 · 1983 · 1984 · 1985 · 1986 · 1987 · 1988 · 1989 · 1990 · 1991 · 1992 · 1993 · 1994 · 1995 · 1996 · 1997 · 1998 · 1999 · 2000 · 2001 · 2002 · 2003 · 2004 · 2005 · 2006 · 2007 · 2008 · 2009 · 2010 · 2011 · 2012 · 2013 · 2014 · 2015 · 2016 · 2017 · 2018 · 2019 · 2020 · 2021 · 2022 · 2023 · 2024
Ronde van Valencia ·
Figueira Champions Classic ·
Ronde van Oman ·
Clásica de Almería ·
Ronde van de Algarve ·
Ruta del Sol ·
Ardèche Classic ·
Drôme Classic ·
Kuurne-Brussel-Kuurne ·
Trofeo Laigueglia ·
Nokere Koerse ·
Milaan-Turijn ·
GP Denain ·
Bredene Koksijde Classic ·
Grote Prijs Miguel Indurain ·
Scheldeprijs ·
Brabantse Pijl ·
Ronde van de Alpen ·
Ronde van Turkije ·
Grote Prijs van Plumelec ·
Tro Bro Léon ·
Ronde van Hongarije ·
Vierdaagse van Duinkerke ·
Boucles de la Mayenne ·
Ronde van Noorwegen ·
Circuit Franco-Belge ·
Brussels Cycling Classic ·
Dwars door het Hageland ·
Ronde van België ·
Ronde van Slovenië ·
Ronde van het Qinghaimeer ·
Ronde van Wallonië ·
Arctic Race of Norway ·
Ronde van Burgos ·
Ronde van Denemarken ·
Ronde van Duitsland ·
Maryland Cycling Classic ·
Ronde van Groot-Brittannië ·
Grote Prijs van Fourmies ·
GP Industria & Artigianato-Larciano ·
Coppa Sabatini ·
Grote Prijs van Wallonië ·
Ronde van Luxemburg ·
Super 8 Classic ·
Ronde van Langkawi ·
Ronde van het Münsterland ·
Ronde van Emilia ·
Parijs-Tours ·
Coppa Bernocchi ·
Ronde van de Drie Valleien ·
Ronde van Piemonte ·
Ronde van het Taihu-meer ·
Ronde van Veneto ·
Japan Cup ·
Veneto Classic
Wielerweek van Valencia · 
Nokere Koerse · 
Dwars door Vlaanderen · 
Brabantse Pijl · 
Clásica Féminas de Navarra · 
GP Ciudad de Eibar ·  
Ronde van Thüringen · 
GP Stuttgart · 
Ronde van Emilia · 
Ronde van de Drie Valleien